# Deleted Scenes from the Cutting Room Floor
Deleted Scenes from the Cutting Room Floor – debiutancki album holenderskiej wokalistki jazzowej Caro Emerald wydany w Polsce 13 września 2010 roku.
W Polsce album osiągnął status potrójnej platynowej płyty.

## Lista utworów
1. "That Man" – 3:51
2. "Just One Dance" – 4:01
3. "Riviera Life" – 3:29
4. "Back It Up" – 3:53
5. "The Other Woman" – 5:33
6. "Absolutely Me" – 2:46
7. "You Don't Love Me" – 3:54
8. "Dr. Wanna Do" – 3:02
9. "Stuck" – 4:33
10. "I Know That He's Mine" – 4:17
11. "A Night like This" – 3:47
12. "The Lipstick on His Collar" – 3:37

Utwór "A Night Like This" zadebiutował 6 sierpnia 2010 na Liście przebojów Programu Trzeciego i utrzymał się na niej przez 16 tygodni.